# 그리스 국철
그리스 국철(Hellenic Railways Organisation, OSE, Οργανισμός Σιδηροδρόμων Ελλάδος)은 아테네 급행 지하철 노선을 제외한 그리스 내의 모든 철도 인프라를 소유, 유지관리, 운영하는 그리스의 국가 철도 기업이다. 이 라인의 열차 서비스는 OSE의 자회사 헬레닉 트레인 S.A에 의해 운영된다.
1971년 1월 1일 설립되었다. 그리스 국철은 그리스가 100% 소유하고 있다. 1996년, 인프라 프로젝트들을 쉽게 수행할 수 있도록 OSE 내에 Ergose가 설립되었다.